# تاكايوكي يوشيدا
تاكايوكي يوشيدا (باليابانية: 吉田 孝行) (14 مارس 1977 في كاوانيشي في اليابان – )؛ هو لاعب كرة قدم ياباني سابق كان يلعب كمهاجم.

## وصلات خارجية
- تاكايوكي يوشيدا على موقع الاتحاد الدولي (مؤرشف)  (الإنجليزية)
- تاكايوكي يوشيدا على موقع رابطة كرة القدم اليابانية للمحترفين (اليابانية)
- تاكايوكي يوشيدا على موقع قاعدة بيانات كرة القدم.إي يو (الإنجليزية)
- تاكايوكي يوشيدا على موقع Soccerway.com (الإنجليزية)
- تاكايوكي يوشيدا على موقع عالم كرة القدم.نت (الإنجليزية)